# Georgia Simmerling
Georgia Simmerling (Vancouver, 11 de março de 1989) é uma ciclista de pista e esquiadora canadense. Ela ganhou a medalha de bronze na prova de perseguição por equipes do ciclismo durante os Jogos Olímpicos de Verão de 2016. Também possui duas participações em Jogos Olímpicos de Inverno, no esqui alpino e no esqui estilo livre, sendo a primeira esportista do Canadá a competir em esportes diferentes em três edições de Jogos Olímpicos.

## Carreira

### Esqui alpino
Simmerling representou o Canadá no esqui alpino nos Jogos Olímpicos de Inverno de 2010, na sua cidade natal de Vancouver, onde obteve como melhor resultado foi um 27º lugar no super-G. Ela foi membro da equipe de esqui alpino canadense durante cinco anos, até sofrer uma grave lesão em 2011 que culminou em uma concussão, assim como lesões no ligamento colateral medial de ambos os joelhos.

### Esqui estilo livre
Na primavera de 2011 ela decidiu mudar do esqui alpino para o esqui estilo livre, mais especificamente para as provas de ski cross. Na sua segunda temporada caiu durante uma descida e quebrou três vértebras no pescoço e nas costas. Seus grandes resultados aconteceram na temporada da Copa do Mundo de 2013–14, quando obteve sete vezes uma classificação entre as dez primeiras colocadas e encerrando com terceiros lugares consecutivos em Åre e La Plagne.
Simmerling competiu pelo Canadá nas Olimpíada de Inverno de 2014, onde ficou em 14º lugar na classificação geral do ski cross. Na temporada seguinte, ela conseguiu o segundo lugar nas etapas da Copa do Mundo, em Nakiska e no resort francês de Val Thorens, terminando atrás da compatriota Marielle Thompson em ambas as vezes. Após sua passagem pelo ciclismo, ela retornou ao ski cross na Copa do Mundo de 2016–17 com três nonos e um oitavo lugar, antes de chegar ao primeiro pódio em retorno ao terminar em terceiro em uma das rodadas duplas em San Candido, novamente atrás de Thompson.

### Ciclismo

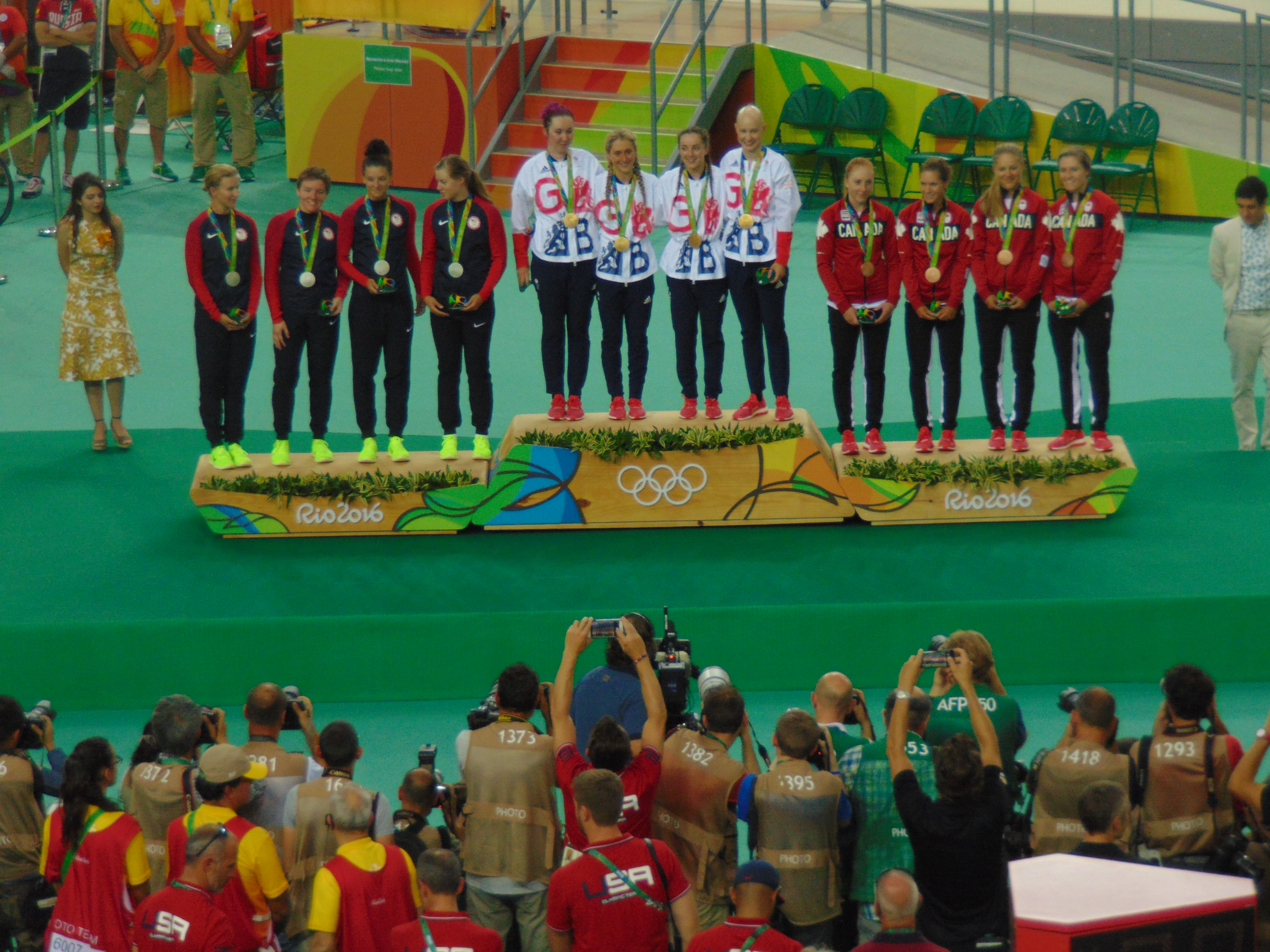
Pódio da prova de perseguição por equipes nos Jogos do Rio 2016.

Depois de sofrer uma lesão no pulso em uma competição de ski cross, Simmerling passou a competir no ciclismo de pista após de ter placas e parafusos inseridos em seu pulso, usando a bicicleta como uma forma de reabilitação. Em janeiro de 2016 ela já começou a participar da Copa do Mundo da UCI e no Campeonato Mundial, em Londres, ganhou a medalha de prata na perseguição por equipes ao lado de Allison Beveridge e Kirsti Lay.
Simmerling integrou a equipe olímpica de ciclismo de pista do Canadá que participou dos Jogos Olímpicos de 2016, no Rio de Janeiro. Com isso se tornou a primeira esportista de seu país a competir em Olimpíadas por três modalidades diferentes. No Rio, ela obtebe a medalha de bronze na perseguição por equipes com Jasmin Glaesser, Laura Brown, Beveridge e Lay.